# Ayano Yamamoto
Ayano Yamamoto (山本 彩乃?, Yamamoto Ayano; Tokyo, 12 aprile 1986) è una doppiatrice giapponese di anime e videogiochi, nota come voce di Shiki in Senran Kagura, di Nae Tennōji in Steins;Gate, di Naho Saenoki in Corpse Party e di Super Sonico nell'omonimo franchise, dove anche canta le canzoni. Ha inoltre recitato nel dorama Mei-chan no shitsuji (2009).

## Doppiaggio

### Anime
- Nyan Koi! (2009): Harumi
- Steins;Gate (2011): Nae
- Robotics;Notes (2012): Nae
- Corpse Party: Tortured Souls (2013): Naho
- Steins;Gate: The Movie - Load Region of Déjà Vu (2013): Nae
- Hanayamata (2014): Arisa Kajiwara
- Robot Girls Z (2014): Jūma
- SoniAni: Super Sonico The Animation (2014): Super Sonico
- Senran Kagura: Estival Versus - Mizugi-darake no zen'yasai (2015): Shiki
- Steins;Gate 0 (2018): Nae
- Senran Kagura Shinovi Master (2018): Shiki

### Videogiochi
- Steins;Gate (2009): Nae
- Corpse Party: Blood Covered Repeated Fear (2010): Naho
- Corpse Party: Book of Shadows (2011): Naho
- Hakuisei ren'ai shōkōgun (2011): Kohaku
- Queen's Gate: Spiral Chaos (2011): Lovlila Ani
- Sonicomi: Communication with Sonico (2011): Super Sonico
- Steins;Gate: My Darling's Embrace (2011): Nae
- Yakuza: Dead Souls (2011): Kazumi
- Fire Emblem: Awakening (2012): Sumia, Cynthia
- Robotics;Notes (2012): Nae
- Star + One! (2012): Erisu
- Senran Kagura: Shinovi Versus (2013): Shiki
- Liberation Maiden SIN (2013): Olga
- Snow Bound Land (2013): Lydia
- Steins;Gate: Linear Bounded Phenogram (2013): Nae
- Corpse Party: Blood Drive (2014): Naho
- Senran Kagura: Bon Appétit! (2014): Shiki
- SoniPro: Super Sonico in Production (2014): Super Sonico
- Aegis of Earth: Protonovus Assault (2015): Monaley
- Langrisser Re:Incarnation Tensei (2015): Mariel Salrath
- Senran Kagura: Estival Versus (2015): Shiki
- Nitroplus Blasterz: Heroines Infinite Duel (2015): Super Sonico
- Steins;Gate 0 (2015): Nae
- Valkyrie Drive: Bhikkhuni (2015): Mankupumaru
- Atelier Firis: The Alchemist and the Mysterious Journey (2016): Kirsche Litter
- Fire Emblem Heroes (2017): Sumia, Cynthia
- YU-NO: A Girl Who Chants Love at the Bound of this World (2017): Marina
- Senran Kagura: Peach Beach Splash (2017): Shiki, Super Sonico
- Shinobi Master Senran Kagura: New Link (2017): Shiki
- Senran Kagura Burst Re:Newal (2018): Shiki
- Steins;Gate Elite (2018): Nae
- Famicom Detective Club: The Missing Heir (2021): Reiko Ishino
- Anonymous;Code (2022): Bambi Kurashina